# 黑斑豬齒魚
黑斑豬齒魚（学名：Choerodon melanostigma），又名大斑豬齒魚、石老、四齒仔、西齒、簾仔，为輻鰭魚綱鱸形目隆頭魚亞目隆頭魚科豬齒魚屬下的一个种，分布於中西太平洋的菲律賓海域，棲息在礁石區，生活習性不明。

## 扩展阅读
- 維基物種上的相關：黑斑豬齒魚